# Cornuspiramia
Cornuspiramia es un género de foraminífero bentónico de la subfamilia Nubeculinellinae, de la familia Nubeculariidae, de la superfamilia Cornuspiroidea, del suborden Miliolina y del orden Miliolida. Su especie tipo es Nubecularia antillarum. Su rango cronoestratigráfico abarca el Holoceno.

## Discusión
Clasificaciones más recientes incluyen Cornuspiramia en la superfamilia Nubecularioidea.

## Clasificación
Cornuspiramia incluye a la siguiente especie:
- Cornuspiramia antillarum